# Qingcheng, Qingyang
Qingcheng är ett härad inom Qingyangs stad på prefekturnivå i provinsen Gansu i nordvästra Kina.
Qingcheng är indelat i nio köpingar och sex socknar.
Köpingar (zhen):

- Baimapu (白马铺镇)
- Chicheng (赤城镇)
- Gaolou (高楼镇)
- Maling (马岭镇)
- Qingcheng (庆城镇)
- Sapu (卅铺镇)
- Tongchuan (桐川镇)
- Xuanma (玄马镇)
- Yima (驿马镇)

Socknar (xiang):

- Caijiamiao (蔡家庙乡)
- Caikouji (蔡口集乡)
- Dijiahe (翟家河乡)
- Nanzhuang (南庄乡)
- Taibailiang (太白梁乡)
- Tuqiao (土桥乡)